# Cynic
Cynic är ett tekniskt progressiv metal-band från Miami, USA, som grundades 1987 och upplöstes 1994, men återförenades 2006. Deras första album, bortsett från fyra tidigare demos samt en  split, Focus från 1993 var ett banbrytande album som kombinerade death metal med jazz fusion. 2008 släppte de skivan Traced in Air. Paul Masvidals anger Allan Holdsworth som en av sina största influenser för sitt gitarrspel och hans solon uppvisar ett mycket omväxlande och flödande spel som använder Allan Holdsworth-influerad legatoteknik i solo-spelet.

## Historik
Cynic utmärkte sig på Floridas death metal-scen genom unika experiment som kombinerade tekniskt proficient death metal med progressiv rock och jazz fusion. Cynic formades 1987 av Paul Masvidal, Jason Gobel, Mark Van Erp och Sean Reinert. Med anländandet av basisten Tony Choy började bandet spela in sitt första demo, vilket stilmässigt rörde sig inom standard teknisk dödsmetal.
1991 tog bandet en paus då Masvidal och Reinert medverkade i produktionen av Deaths album Human och Choy hoppade av för att spela i Atheist. Ett år senare återförenades de med Sean Malone som ny basist och de skrev kontrakt med Roadrunner Records, som beskrev dem som "the most famous underground band yet to record an album." Slutligen så släppte de år 1993 det nu klassiska albumet Focus vilket satte en ny standard inom den tekniska dödsmetallen. Bortom bandets höga tekniska förmåga så uppvisade de imponerande talang för improvisation och nyskapande låtskrivning. Snart efter albumet hade släppts så bröt bandet upp och många av medlemmarna försvann åt olika håll, men har återförenats sedan 2006, och spelade på ett antal festivaler o konserter. Hovefestivalen blev inspelad till fullo, och de har även inkluderat en ny låt i sina spellistor, kallad "Evolutionary Sleeper".
2008 turnerade Cynic på nytt och fastställde att ett nytt studioalbum var på gång. Albumet Traced in Air släpptes i slutet November 2008. Alla medlemmarna från Focus-eran förutom Jason Gobel återvänder på detta album. Tymon Kruidenier från Exivious spelar gitarr istället för Jason Gobel. En dokumentär om inspelningen av albumet släpps också samma år.
2010 släppte de en EP med namnet Carbon-Based Anatomy som inkorporerade Ambient och fördjupade Progressiv Rock element. Skivan består av sex spår varav tre är kortare stycken. Medverkande medlemmar var Reinert, Masvidal och Malone.
2014 släpptes albumet Kindly Bent to Free Us med åtta hela spår där influenserna från Carbon-Based Anatomy består. Medverkande medlemmar på skivan är desamma som på 2010 års EP.
Sean Reinert lämnade gruppen 2015. Masvidal har uttryckt en önskan om att fortsätta med Cynic. I december 2017 offentliggjordes att bandets medgrundare Sean Reinert kommit till en avgörelse med medgrundaren Paul Masvidal som tillåter Masvidal att fortsätta under monikern Cynic.

## Medlemmar
Senaste kända medlemmar
- Paul Masvidal – gitarr, sång, vocoder, synthesizer (1987–1994, 2006–2015)
- Sean Malone – basgitarr, Chapman Stick (1993–1994, 2008–2015, 2017–)
- Matt Lynch – trummor (2017–)

Tidigare medlemmar
- Mark Van Erp – basgitarr (1987–1989)
- Russell Mofsky – gitarr (1987)
- Esteban "Steve" Rincon – sång (1987)
- Jack Kelly – sång (1987–1988)
- Sean Reinert – trummor, keyboard (1987–1994, 2006–2015)
- Jason Gobel – gitarr, keyboard (1988–1994)
- Tony Choy – basgitarr (1989–1993)
- Chris Kringel – basgitarr (1993–1994)
- Tony Teegarden – sång, growl, keyboard (1993–1994, 2006–2007)
- Santiago Dobles – gitarr (2006–2007)
- Robin Zielhorst – basgitarr (2008–2010)
- Tymon Kruidenier – gitarr, sång, growl, synthesizer (2008–2010)

Turnerande medlemmar
- Brandon Giffin – basgitarr (2011–?)
- Max Phelps – gitarr, sång (2011–2015)
- Matt Lynch – trummor (2015)
- Dana Cosley – sång, growl, keyboard (1994)
- Chris Kringel – basgitarr (2006–2007)
- David Senescu – gitarr (2007)
- Steve Woodcock – basgitarr (2008)

Bidragande musiker (studio)
- Sonia Otey – sång
- Steve Gruden – sång
- Amy Correia – sång

## Diskografi
Demo
- Cynic (1988)
- Reflections of a Dying World (1989)
- Cynic (1990)
- Cynic (1991)
- Promo 08 (2008)

Studioalbum
- Focus (1993)
- Traced in Air (2008)
- Kindly Bent to Free Us (2014)
- Ascension Codes (2021)

EP
- Re-Traced (2010)
- Carbon-Based Anatomy (2011)

Singlar
- "Humanoid" (2018)

Samlingsalbum
- The Portal Tapes (2012)
- Uroboric Forms - The Complete Demo Recordings (2017)